# آپولو ۱۷

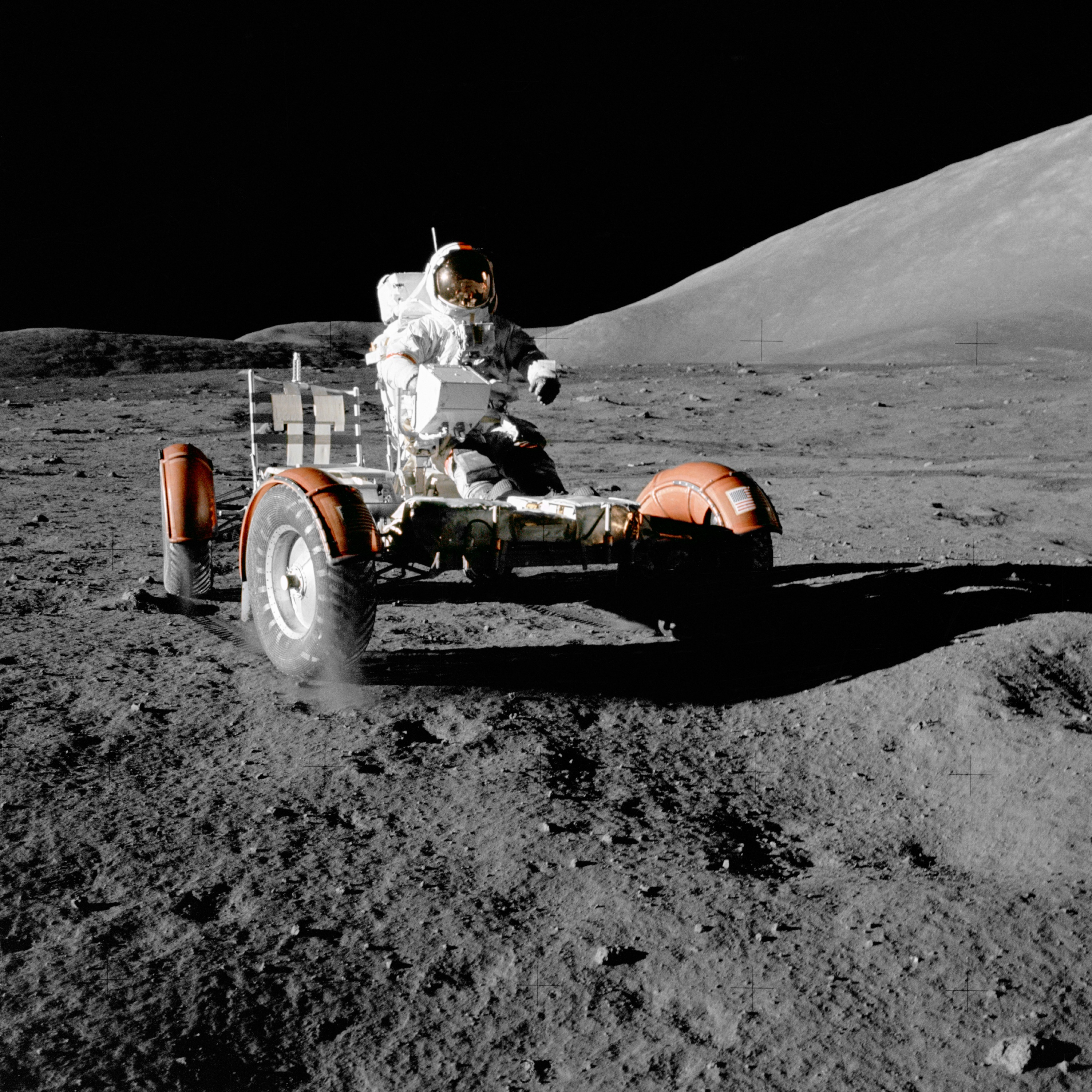
جنه کرنان سوار بر روی ماه‌پیمایی در مأموریت آپولو ۱۷

آپولو ۱۷ (به انگلیسی: Apollo 17) آخرین پروژه تا به امروز است که فضانوردان را فراتر از مدار نزدیک زمین فرستاده و آخرین مرتبه‌ای است که انسان‌ها بر روی کره ماه قدم گذاشتند. یازدهمین سفر از مأموریت‌های آپولو و ششمین و آخرین سفر انسان به کره ماه بود. پرتاب آپولو ۱۷، اولین پرتابی بود که در شب انجام می‌شد. آپولو ۱۷ در ۱۱ دسامبر ۱۹۷۲ از مرکز فضایی کندی در فلوریدا به همراه سه سرنشین به فضا پرتاب شد. سرنشینان این ناو عبارت بودند از؛ یوجین سرنان، هاریسون اشمیت، رونالد ایوانز.
فضانوردان طبق برنامه پیش‌بینی شده در روز ۱۹ دسامبر ۱۹۷۲ به ماه رسیدند و پس از قرار گرفتن در مدار مورد نظر، سرنان و اشمیت به درون مه‌نشین رفته، در دوازدهمین گردش به دور ماه آن را از سفینه اصلی جدا کردند. دو مه‌نورد مدتی را در ناو خود به عکسبرداری از محل فرود در ارتفاع بالا پرداخته و سه ساعت پس از جدا شدن از سفینه اصلی در ساعت ۱۹ و ۵۵ دقیقه روز ۱۹ دسامبر مه‌نشین را در ۲۰۰ متری محل پیش‌بینی شده، بین کوه‌های تایروس و دره لیترو، در لبه دریای آرامش بر سطح ماه فرود آوردند. وجود اشمیت به عنوان یک دانشمند زمین‌شناس در این گروه، به ناسا امکان داد که نمونه‌های با ارزشی از خاک و سنگ ماه به زمین آورده شود. آنان جمعاً بیش از ۱۱۳ کیلوگرم از خاک و سنگ ماه را با خود به زمین آوردند. سرنان و اشمیت با خودرو مه نورد، ۳۶ کیلومتر رانندگی و از چندین نقطه نمونه جمع‌آوری کردند.
فضانوردان با یک مته سوراخی به عمق ۵۴/۲ متر را به وجود آوردند و نمونه‌هایی از این عمق را تهیه کردند. منطقه فرود در جریان پرواز آپولو-۱۵ انتخاب شد زیرا تصاویر برداشته شده توسط آلفرد وردن مخروطی شکل‌هایی را در سطح ماه نشان می‌داد که شبیه آتشفشان‌های زمینی بود. آنان جمعاً ۷۵ ساعت در ماه اقامت داشتند و طی سه خروج از سفینه مه‌نشین، ۲۲ ساعت را در ماه راهپیمایی و رانندگی کردند. راهپیمایی اول- در روز ۱۱ دسامبر ۱۹۷۲ به مدت ۷ ساعت و ۱۱ دقیقه و ۵۳ ثانیه، راهپیمایی دوم- در روز ۱۲ دسامبر ۱۹۷۲ به مدت ۷ ساعت و ۳۶ دقیقه و ۵۶ ثانیه و راهپیمایی سوم- در روز ۱۳ دسامبر ۱۹۷۲ به مدت ۷ ساعت و ۱۵ دقیقه و ۸ ثانیه. در پایان مأموریت، اشمیت و سرنان به مه‌نشین بازگشته و در ساعت ۲۲:۵۴:۳۷ روز ۱۴ دسامبر ۱۹۷۲ (بوقت گرینویچ) راهی مدار ماه شدند تا به همکار دیگرشان بپیوندند که در آنجا به سر می‌برد. سرنان آخرین فضانورد آپولو بود که ماه را ترک گفت. پس از اتمام مأموریت، سرنان و اشمیت و نمونه‌ها با مه‌نشین به مدار ماه آمده و به دنبال اتصال آن با سفینه اصلی، مه‌نشین را رها کرده و در روز ۱۷ دسامبر راهی زمین شدند.

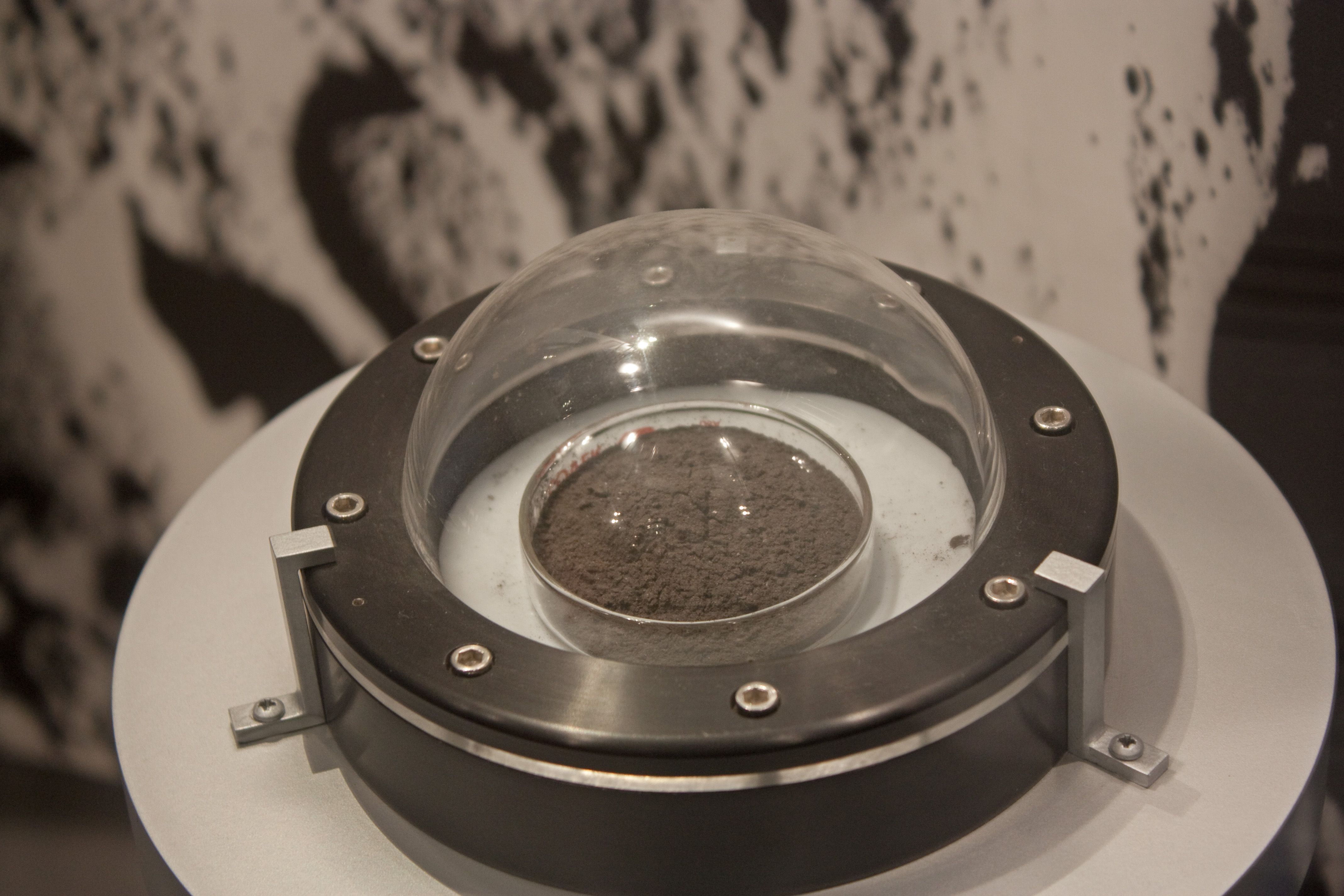
نمونه بخش سطحی پوسته یا رگولیت (Regolith) کره ماه که توسط مأموریت آپولو ۱۷ جمع‌آوری شده‌است

## لغو آپولو ۱۸ و پایان برنامه آپولو
با آنکه مأموریت آپولو ۱۸ طبق تقویم کاری ناسا، طرح‌ریزی شده و آماده انجام بود ولی به‌طور ناگهانی و تقریباً بدون دلایل قانع‌کننده‌ای از سوی ناسا لغو و برنامه فضایی آپولو در سال ۱۹۷۳ به کار خود پایان داد.
این کار باعث افزایش بدبینی جامعه آن روز آمریکا و تئوری توطئه در میان افکار عمومی شد.
"آنا لنا کیونیکسن" استاد بخش مهندسی کالج دانشگاه اوستفولد در نروژ هزینه‌های بالای مورد نیاز برای انجام ماموریت ماه را مقصر اصلی در عدم تداوم آن می‌داند. در زمان برنامه ریزی ماموریت آپولو آن پروژه در حدود ۳۵۵ میلیون دلار (معادل ۳ میلیارد دلار امروز) هزینه به همراه دشت، اما امروز یک ماموریت اعزام کاوشگر سرنشین دار به ماه ۲۸ میلیارد دلار هزینه به همراه خواهد داشت.
پروفسور "کیونیکسن" می‌گوید: "شما باید هدفی برای رفتن به آنجا داشته باشید که خرج کردن مبالغ هنگفت پول را توجیه کند".

## تلاش دوباره ناسا
پس از چند دهه وقفه، تلاش بعدی ناسا برای سفر دوباره انسان به ماه، برنامه فضایی آرتمیس است که این بار با کمک بسیاری از کشورهای جهان در سال ۲۰۲۲ مرحله اول آن با موفقیت انجام شد.

## نگارخانه

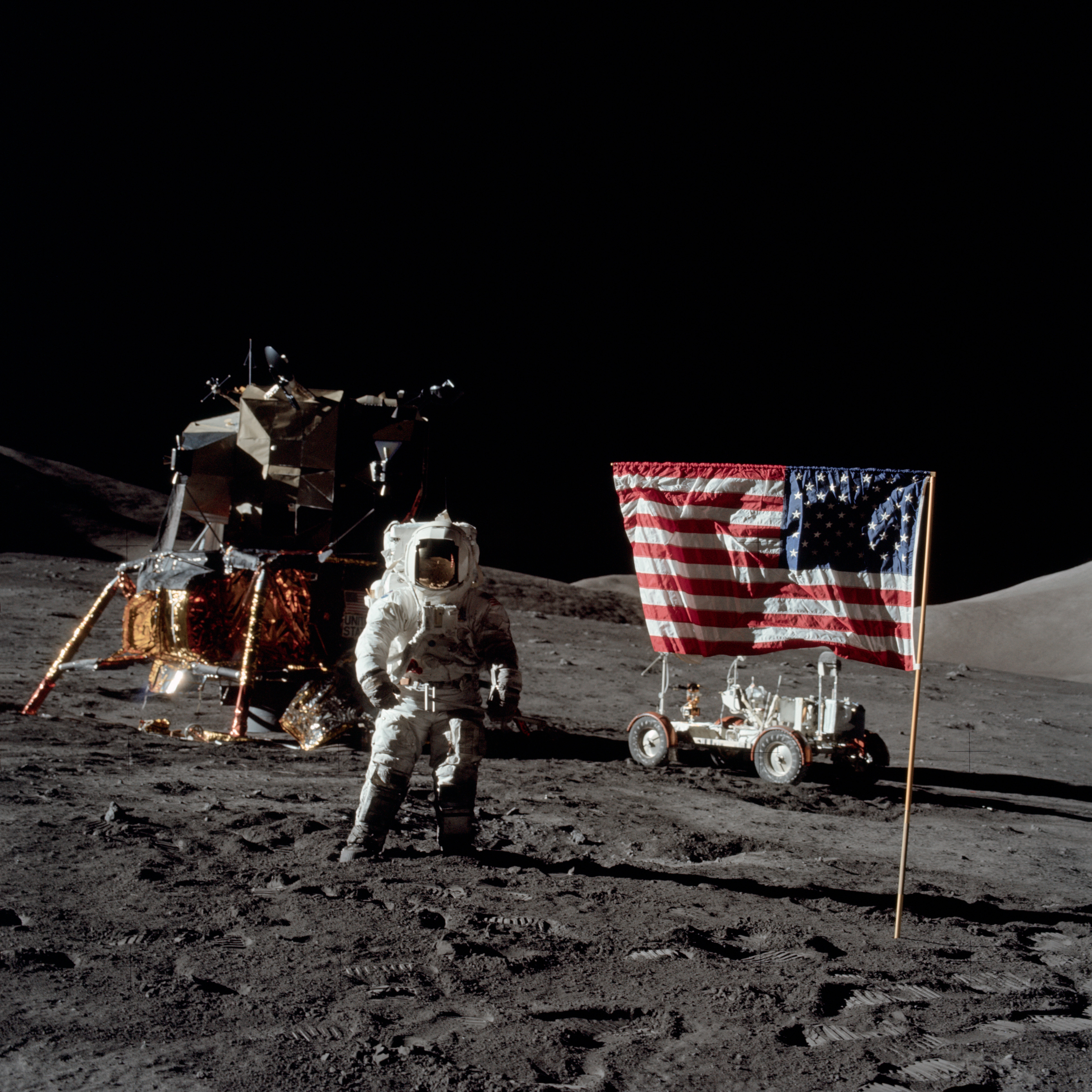
خودروی ماه‌نورد
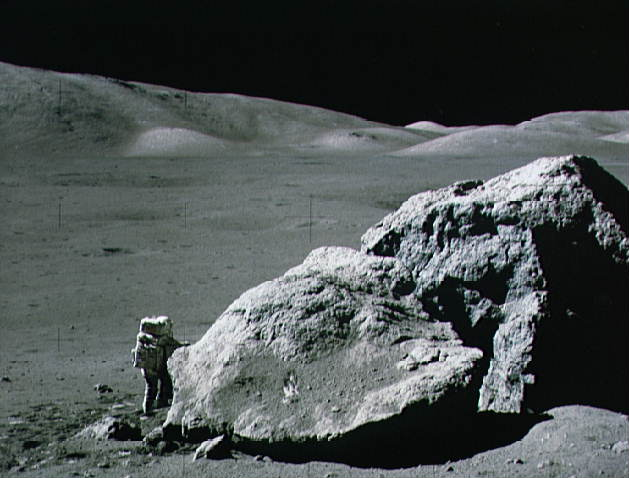
مطالعه یک صخره
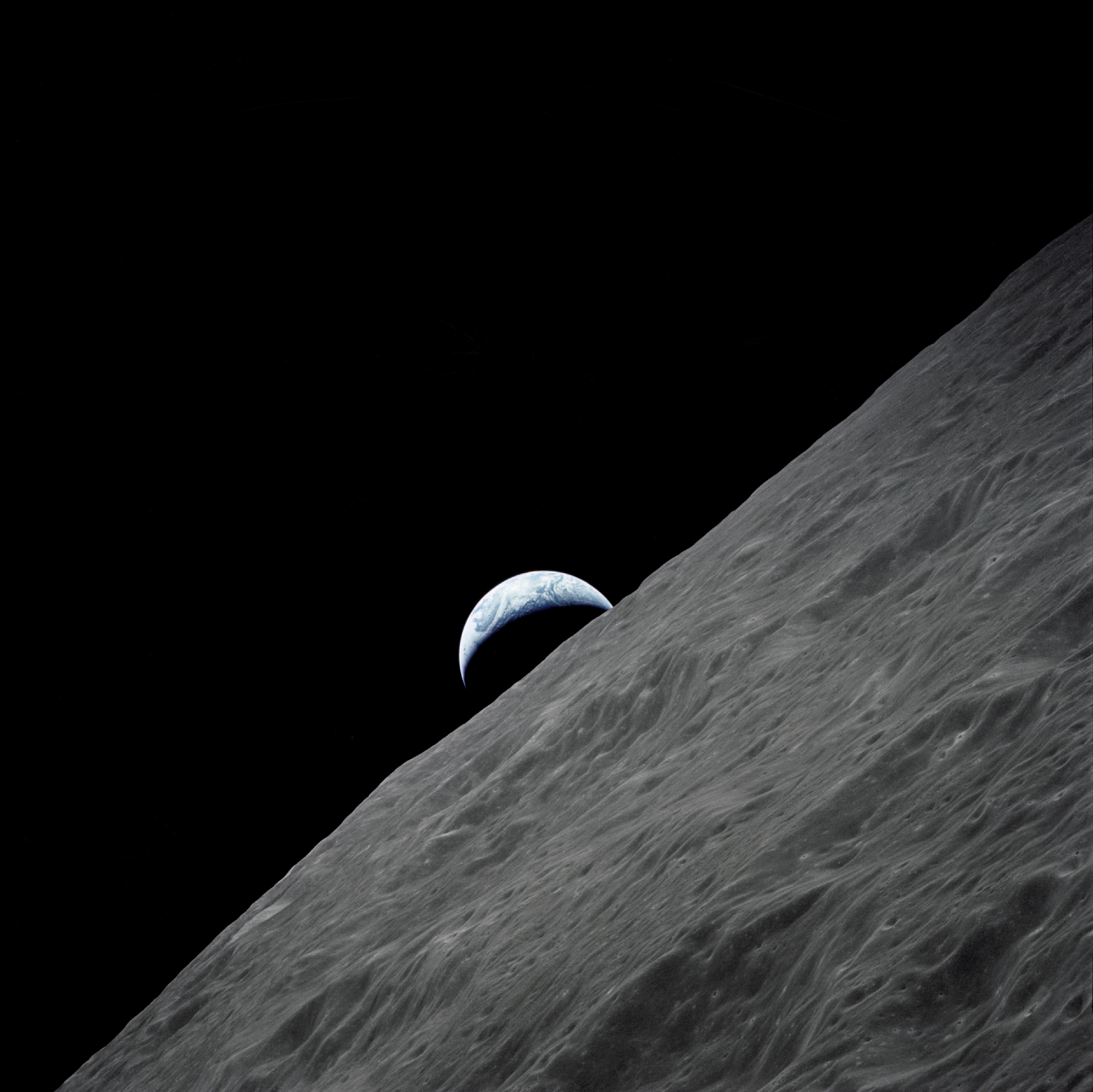
تصویر زمین از کره ماه
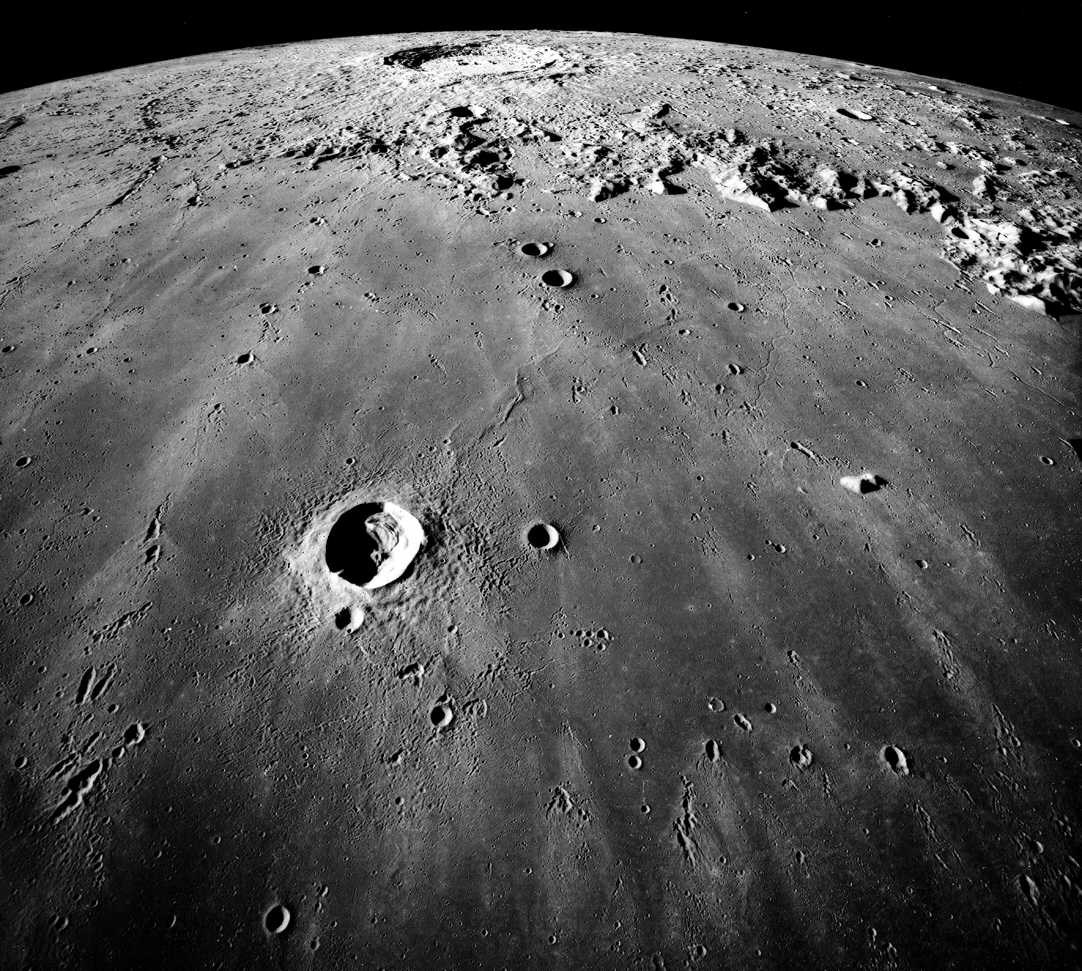
دریای ایمبریوم